# 태그 애덤스
태그 애덤스(Tag Adams, 1972년 4월 4일 ~ )는 미국의 게이 포르노 배우이다.